# Runddysser von Krømlinge
Die beiden Runddysservon Krømlinge 1 und 2 (auch Krømplinge genannt) liegen nordwestlich von Everdrup, bei Næstved auf der dänischen Insel Seeland. Sie sind Megalithanlagen der Trichterbecherkultur (TBK), die zwischen 3500 und 2800 v. Chr. errichtet wurden.

## Krømlinge 1
Im Feld, in den Überresten eines etwa 0,9 m hohen Hügels liegt der rechteckige, ausgegrabene Dolmen, der aus vier großen Steinen gebildet wird, in deren Mitte ein Baum aus der Kammer ragt. Alle vier Tragsteine sind gleich hoch. Die Kammer ist 1,8 m lang, 0,9 m breit und 1,5 tief. Die Randsteine des runden Hügels und der Deckstein fehlen.
55° 13′ 1″ N, 11° 54′ 21″ O

## Krømlinge 2
Krømlinge 2 liegt am Krømlingevej in einem etwa 3,0 m hohen Hügel, gefasst von einem sehr unregelmäßigen, beschädigten Steinkreis. Von den großen Steinen, die den Dolmen umgeben, fehlen einige, die Platz für die Straße machen mussten, die hinter dem Steinhügel liegt. 11 Steine sind vermutlich weitgehend in situ erhalten. Viele größere und kleinere Steine liegen auf der Hügeloberfläche. Es fällt auf, dass nur ein Gangstein im Südosten erhalten ist. Es gibt keine Spur vom zweiten.
Die Kammer ist ein großer, von vier ungleichmäßigen Tragsteinen (zwei sind groß und dick, zwei sind klein und dünn) und einem großen nach vorne überstehenden Deckstein gebildeter steinkistenförmiger Dolmen. Die sichtbare Tiefe beträgt 1,2 m, aber der Boden muss etwa 0,3 m tiefer liegen. Drei Tragsteine sind gleich hoch, der vierte, an der Schmalseite im Südosten, ist als Zugang niedriger als die anderen.
Obwohl der Hügel und der Steinkreis etwas unregelmäßig sind, müssen sie als ein seriöses Denkmal angesehen werden.
55° 13′ 11″ N, 11° 54′ 23″ O
Der Langdysse von Krømlinge (auch Nørre Tvede genannt) liegt in der Nähe bei Toksværd.
55° 13′ 14″ N, 11° 54′ 11″ O